# Непас
Непас (шп. Nepas) је општина у покрајини Сорија у аутономној заједници Кастиља и Леон, Шпанија.